# 吳成崙
吳成崙（韓語：오성륜，1898年11月17日—1947年），曾用名全光，朝鲜咸鏡北道人，义烈团成员，曾参加过广州起义，后曾担任中共磐石中心县委书记，东北人民革命军第一军第二师政治部主任、东北抗联第二军政治部主任、抗联第一路军总务处处长等职，1941年被捕后叛变。

## 生平
1898年11月17日，吴成仑出生于朝鲜咸鏡北道穩城郡永瓦面龍南洞，1904年随家人迁居满洲龙井。三一运动后，他加入義烈團。1922年3月28日，吴成仑等3人在上海暗殺田中義一失败后被捕。同年5月2日，他越狱逃脫，后于1923年3月在上海加入高丽共产党。为躲避日本人的追捕，他假道广州去往德国柏林。1924年，他留学莫斯科东方共产主义劳动大学，后于1926年4月毕业。:857
1926年12月，他开始在广州黄埔军校教俄语，1927年9月加入中国共产党:857-858。1927年12月，他参加了广州起义，任分遣队队长:312-313。1929年8月，他被派往中共满洲省委少数民族部工作，1930年开始任中共南满特委宣传部长。1931年8月，中共磐石县委改组为中共磐石中心县委后，全光任中共磐石中心县委书记，后兼任磐石工农反日义勇军参谋长。:858
1935年，他开始担任东北人民革命军第一军第二师政治部主任，1936年升任东北抗联第二军政治部主任、中共东满特委委员，1938年任中共南满省委宣传部长和一路军总务处处长。1941年1月30日，吴成仑在抚松县被捕后叛变，成為滿州國治安部顧問和熱河省警務廳警尉，並改日本名山本秀雄。1945年日本戰敗後，吳成崙于1946年被進駐承德的八路軍俘虜，1947年初病死。:858
吳成崙最有名的是他曾是金日成上司和曾參加普天堡戰役。